# Прага-Головна
Головний вокзал Праги, також Прага-Головна (чеськ. Praha hlavní nádraží) є найбільшим та найважливішим залізничним вузлом Праги та всієї Чехії.

## Історія
Вокзал був вперше відкритий 1871 року і мав назву на честь австрійського імператора Франца Йосифа I. У 1905—1906 роках платформи № 1—4 були покриті дебаркадером, авторами якого стали Ярослав Марьянко і Рудольф Корнфельд.
Сучасна будівля в стилі модерн була збудована впродовж 1901—1909 років за проєктом чеського архітектора Йосифа Фанти, осторонь від попередньої будівлі в стилі неоренесанс архітектора Ігнаца Ульмана.

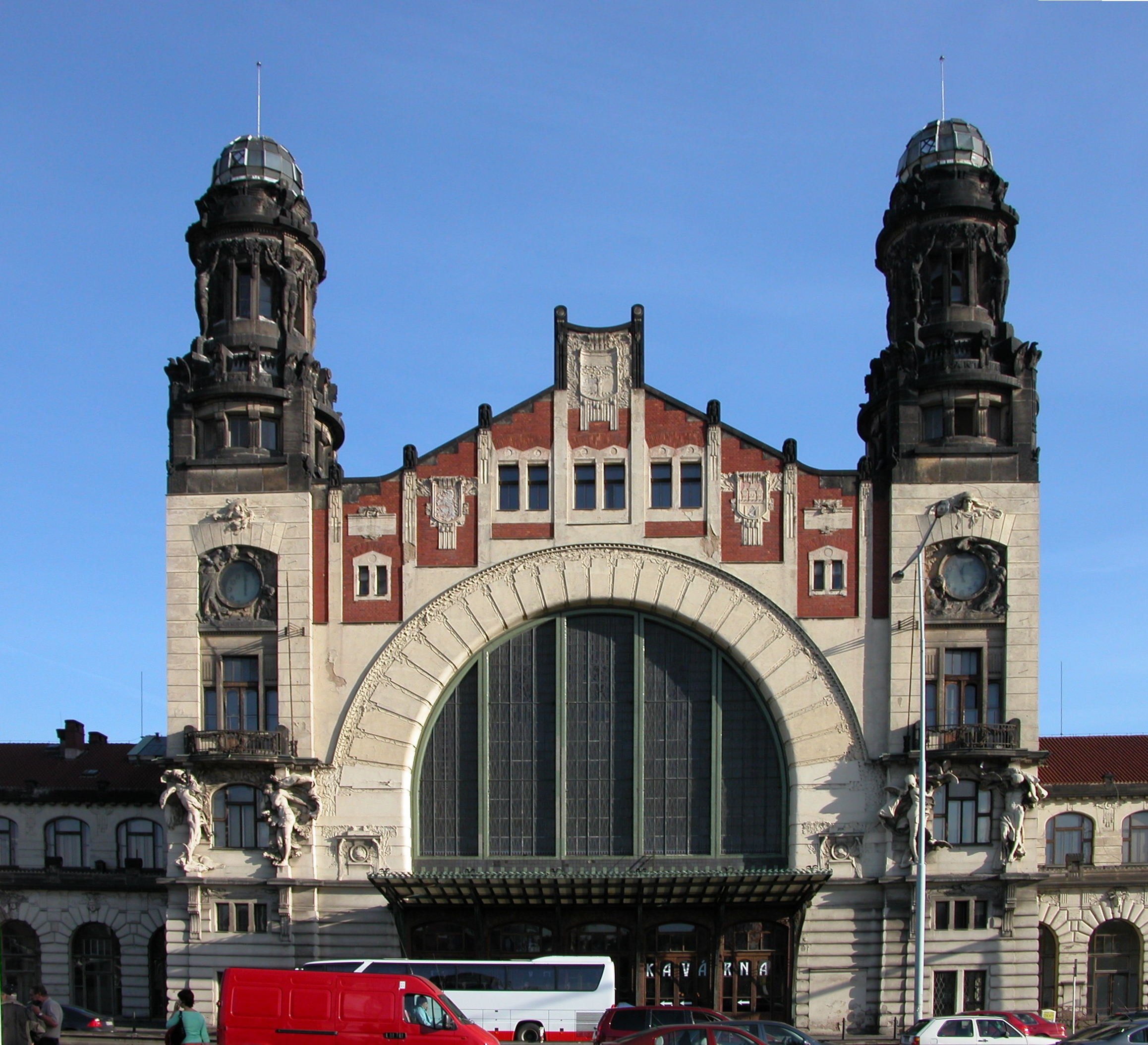
Фасад вокзалу

За часів Першої республіки, а також у 1948—1953 роках, вокзал носив ім'я американського президента Вудро Вільсона, пам'ятник якому стояв в парку перед вокзалом. Фашисти знесли пам'ятник після вступу США у Другу світову війну (наприкінці 1941 року).
Територія вокзалу була розширена за рахунок побудови сучасної будівлі вокзалу зі станцією метро у 1971—1979 роках, що зовні нічим не примітна, хіба що кругові гвинтові сходи впадають в око. Внаслідок будівництва була забудована значна частина парку, а історична будівля в стилі неоренесанс виявилася недоступною для перегляду з боку автодороги.
у 2010—2011 роках Головний вокзал повністю відреставровано та модернізовано італійською компанією «Grandi Stazioni» згідно з західними стандартами.

## Розташування
Вокзал знаходиться лише в декількох хвилинах пішки від Вацлавської площі та поєднаний лінією метро C з іншими районами міста. З празьким аеропортом пов'язаний автобусом експрес, який вирушає кожні 30 хвилин в денний час (тривалість поїздки 25 −40 хвилин).

## Інфраструктура

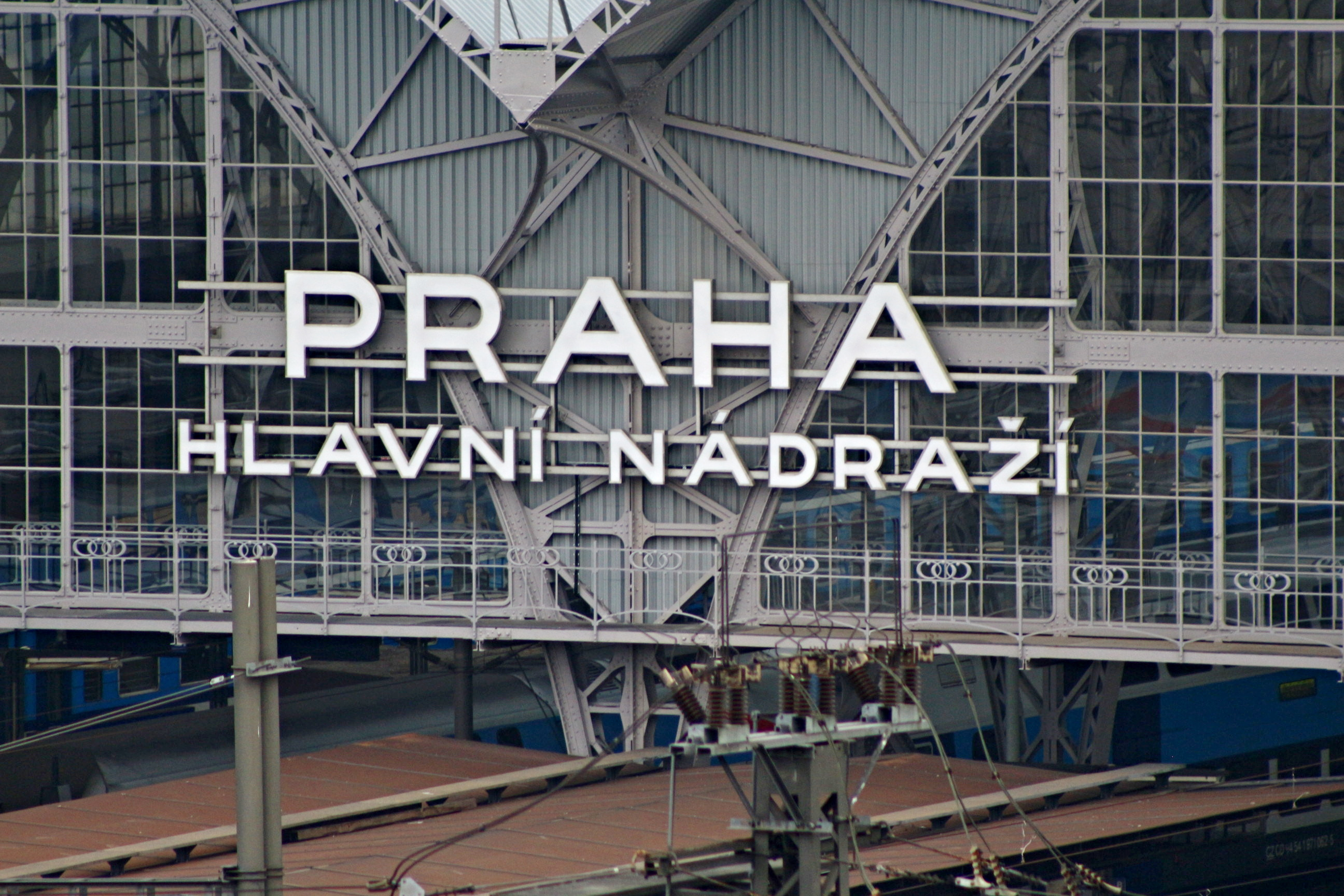

Станція має декілька рівнів. Тут є камери схову, які працюють 24 години на добу, а також автоматичні камери для великогабаритного багажу. Працюють: обмін валют, банкомати, туристичні та залізничні інформаційні стенди, ресторани швидкого харчування (такі як Burger King), кафе та роздрібні магазини.
На Головному вокзалі Праги квиткові каси знаходяться на цокольному поверсі. Всередині вокзалу розташовано багато автоматів для продажу квитків. Якщо прямувати на платформи, то обов'язково треба пройти через стару будівлю вокзалу (побудований в стилі модерн в 1901—1909 роках за проєктом чеського архітектора Йозефа Фанти).
Щоб не платити завищену плату за таксі, варто зателефонувати в одну з надійних служб таксі або заздалегідь забронювати через службу «Трансфери з та до аеропорту Праги».

## Розпорядок роботи
Станція закривається з 23:40 до 03:40 ранку.

## Галерея

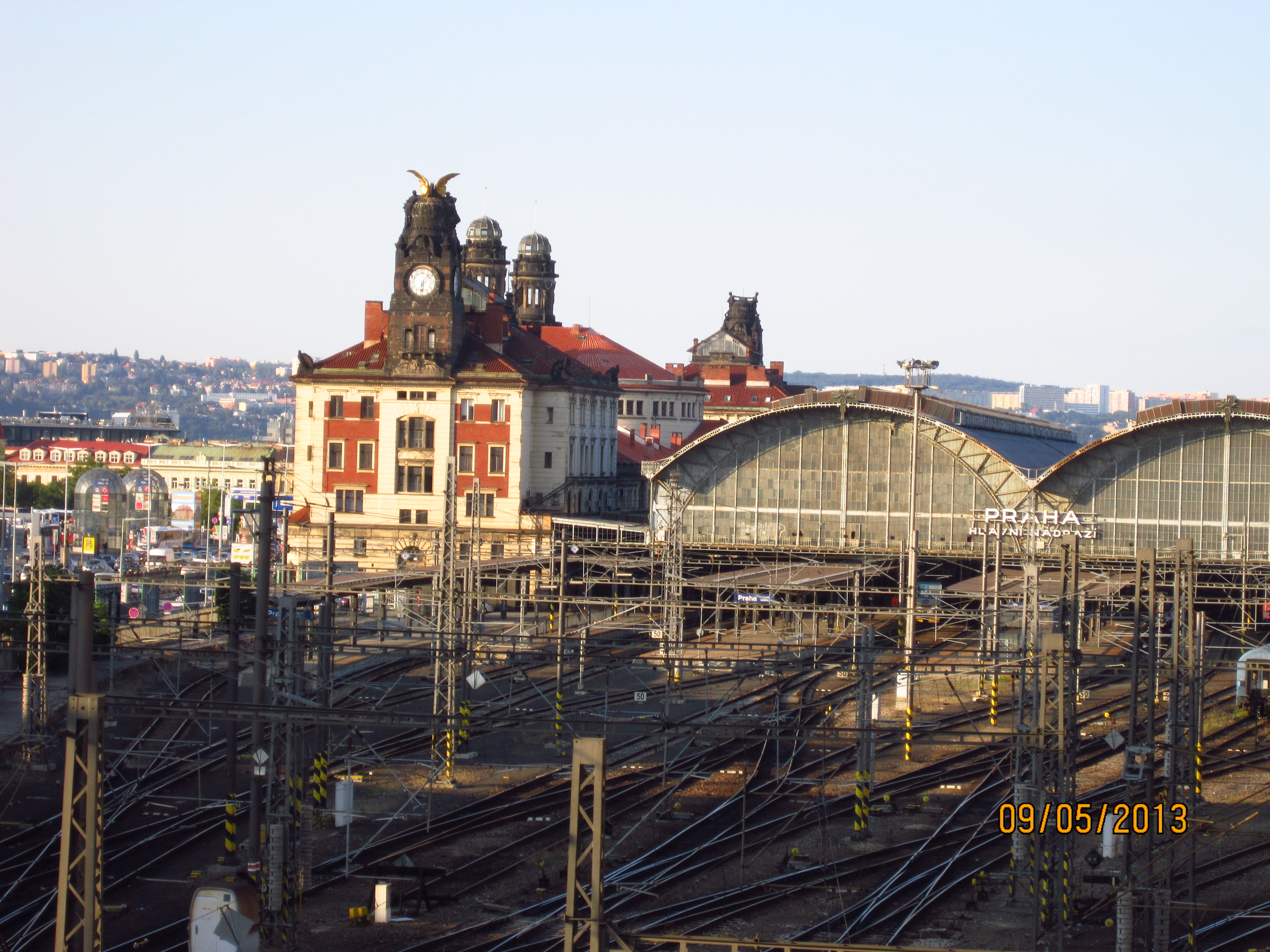
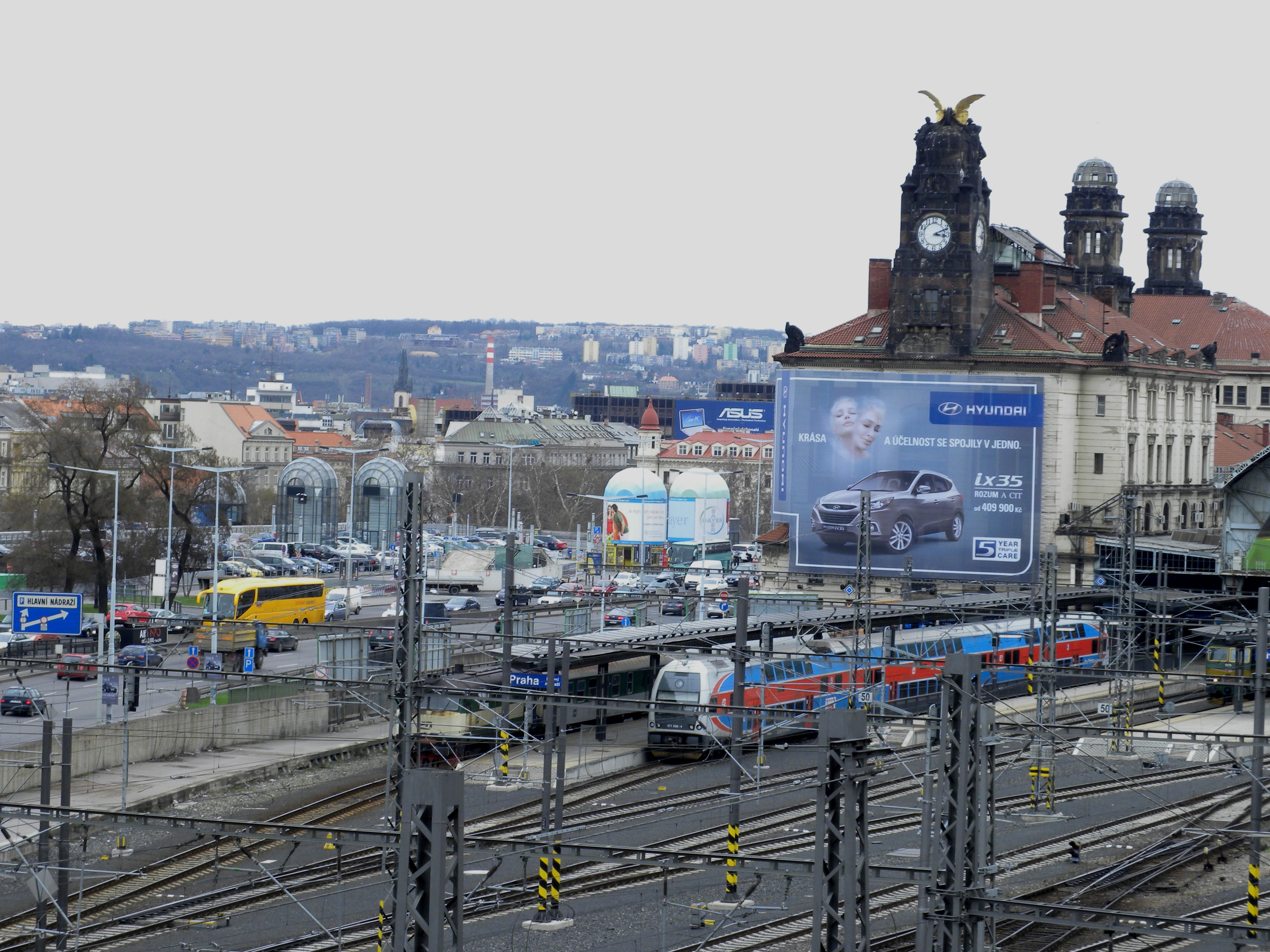
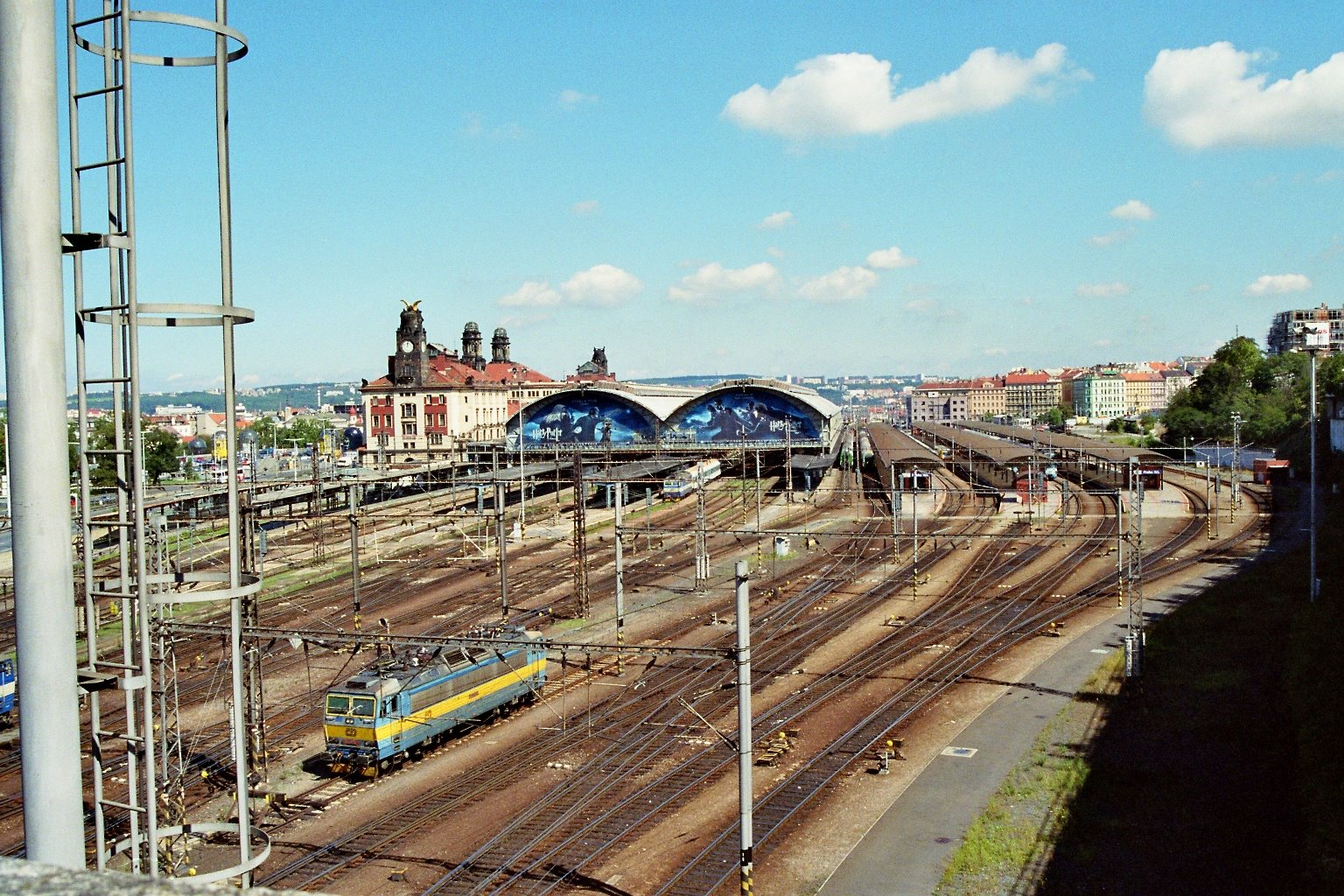
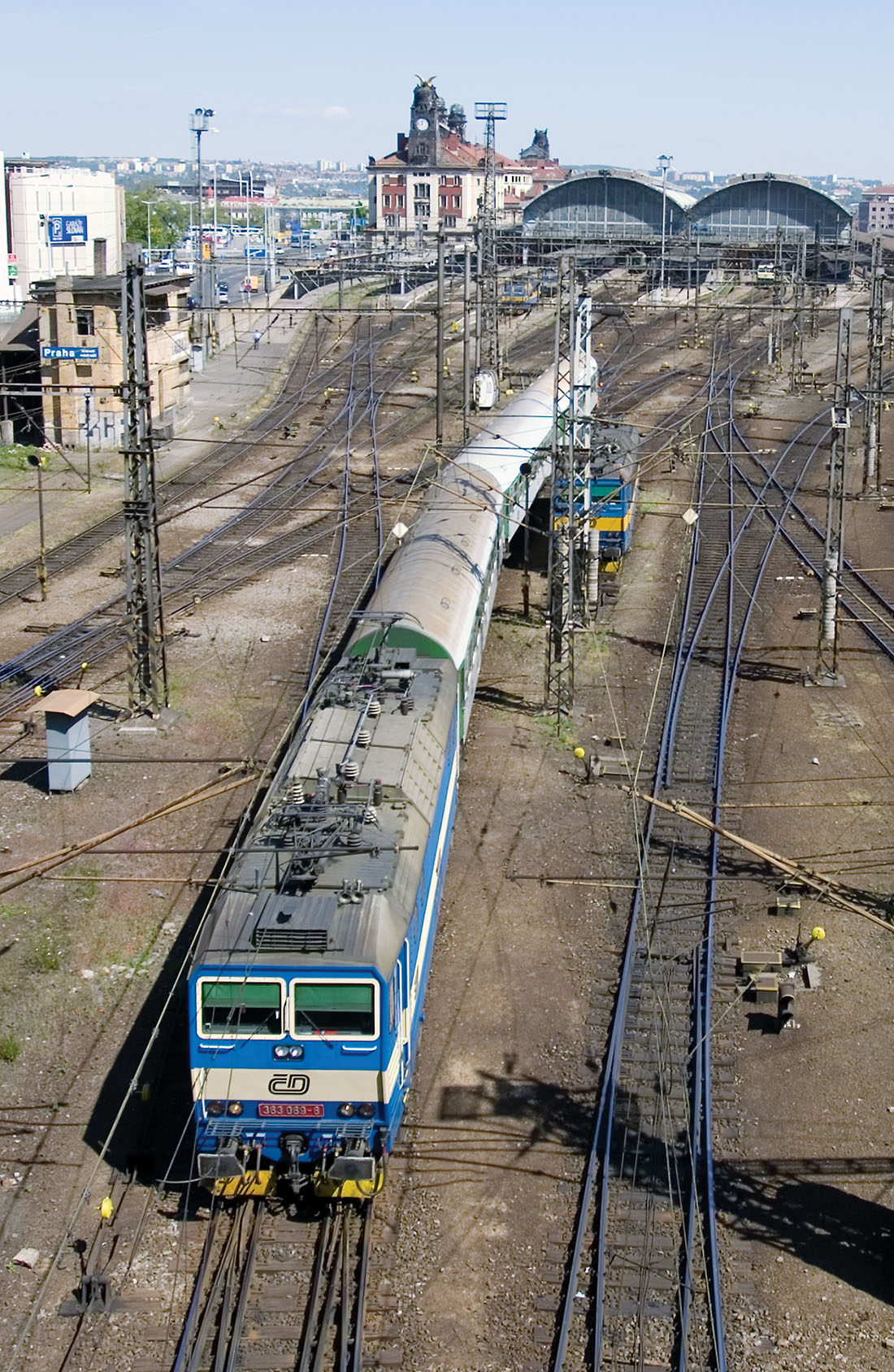
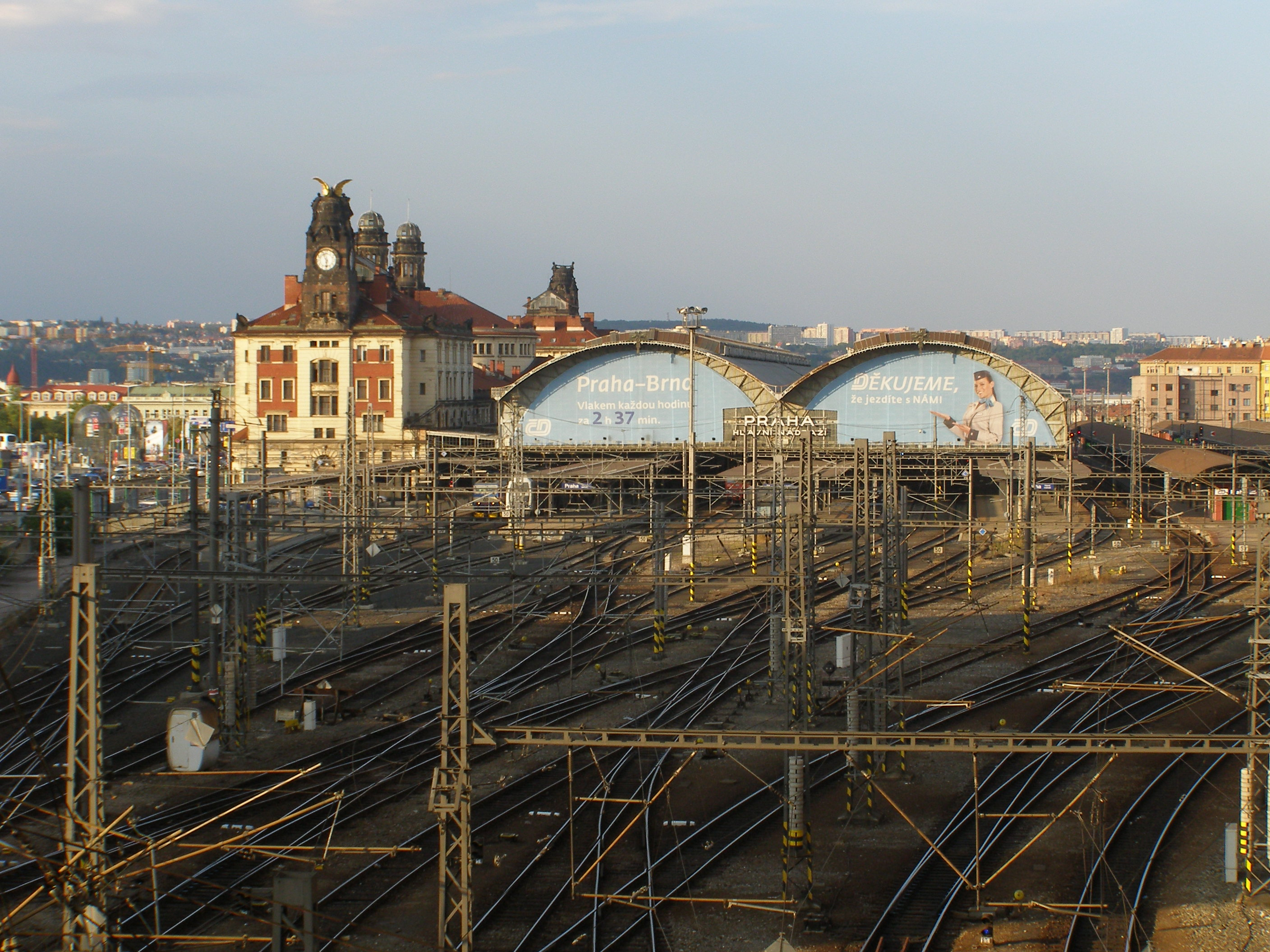
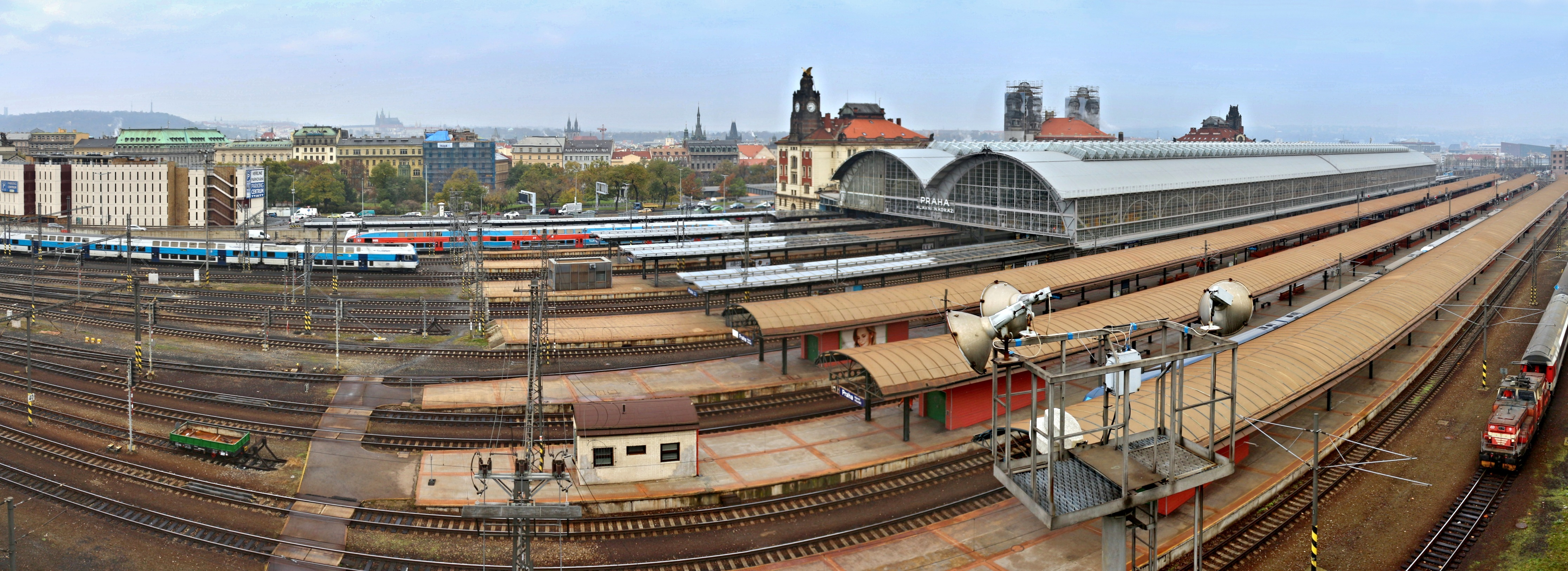